# Bisdom Ávila
Het bisdom Ávila (Latijn: Dioecesis Abulensis) is een rooms-katholiek bisdom met als zetel Ávila, hoofdstad van de provincie Ávila, in Spanje. Het bisdom is suffragaan aan het aartsbisdom Valladolid.

## Geschiedenis
San Segundo, een van de zeven heiligen die in de 1e eeuw door Petrus naar Spanje werden gestuurd om dit te bekeren, was bisschop van Abula, wat meestal met het huidige Abla, maar soms als Ávila wordt gezien. Het bisdom wordt in ieder geval genoemd in de 4e eeuw, met bisschop Priscillianus van Ávila. Na de islamitische verovering van het Iberisch Schiereiland viel Ávila na 711 onder islamitische heerschappij en werd het bisdom opgeheven. Na herovering van de stad werd het bisdom begin 12e eeuw opnieuw opgericht. Jerónimo de Perigord, bisschop van Salamanca sinds in ieder geval 1102, werd tevens bisschop van Ávila en Zamora genoemd. Na zijn dood in 1120 werden voor deze bisdommen aparte bisschoppen benoemd. 

## Parochies
Het bisdom had in 2022 een oppervlakte van 8.048 km2 en telde 158.421 inwoners waarvan 94,3% rooms-katholiek was.

## Bisschoppen

### Tot 711
- San Segundo (1e eeuw; mogelijk bisschop van Ávila)
- Priscillianus van Ávila (381 - 385)
- Justinian (610)
- Teodoigio (633)
- Eustoquio (646)
- Amanungo (653 en 656)
- Asfalio (666 en 681)
- Onegisis (683)
- Juan I (688 en 693)

### Vanaf 1103
- Jerónimo de Perigord (1103? - 1121)
- Pedro Sánchez Zarraquines (1121 - 1130)
- Íñigo (1133 - 1158)
- Sancho (maart 1161 - 1 mei 1181)
- Domingo I (1182 - 1187)
- Domingo II (1187 - 1190)
- Juan II (1191 - 1195)
- Jacobus o Yagüe (1195 - 1203)
- Pedro Instancio (1205 - 1212)
- Domingo Blasco (1213 - 1227)
- Domingo Dentudo (1228 - 1239)
- Benito (1241 - 1259)
- Domingo Suárez (30 juli 1263 - 1271)
- Fernando Rodríguez (19 maart 1290 - 15 augustus 1292)
- Sancho Blázquez Dávila ( 1337 - 1353)
- Gonzalo de la Torre (23 december 1355 - 1359)
- Alfonso de Vargas (4 augustus 1361 - 1370)
- Alfonso de Vargas (21 februari 1371 - 11 november 1372)
- Alfonso (3 november 1372 - )
- Diego de los Roeles (1378 - 1394)
- Alfonso de Egea (17 maart 1395 - 30 juli 1403)
- Juan Ramírez de Guzmán (30 juli 1403 - 1424)
- Diego Gómez de Fuensalida (22 december 1424 - 1436)
- Juan de Cervantes ( 1437 - 19 augustus 1441)
- Lope Barrientos (19 juli 1441 - 7 april 1445)
- Alfonso Tostado de Madrigal (7 april 1445 - 3 september 1455)
- Martin Fernandi de Bilches (30 januari 1456 - 1468)
- Alfonso de Fonseca (29 januari 1469 - 26 augustus 1485)
- Hernando de Talavera (26 augustus 1485 - 23 januari 1493)
- Francisco Sánchez de la Fuente (23 januari 1493 - 27 januari 1496)
- Alfonso Carrillo de Albornoz (27 juni 1496 - 14 juni 1514)
- Francisco Ruiz (14 juli 1514 - 23 oktober 1528)
- Rodrigo Sánchez Mercado (12 januari 1530 - 25 januari 1548)
- Diego Alava Esquivel (7 mei 1548 - 21 oktober 1558)
- Diego de los Cobos Molina (2 augustus 1559 - 4 september 1560)
- Alvaro Hurtado de Mendoza y Sarmiento (4 september 1560 - 11 september 1577)
- Sancho Busto de Villegas (5 november 1578 - 19 januari 1581)
- Pedro Fernández Temiño (11 september 1581 - 29 augustus 1590)
- Jerónimo Manrique de Lara (5 april 1591 - 1 september 1595)
- Juan Velázquez de las Cuevas (29 april 1596 - 11 maart 1598)
- Lorenzo Asensio Otaduy Avendaño (1 februari 1599 - 4 december 1611)
- Juan Alvarez de Caldas (14 mei 1612 - 30 november 1615)
- Francisco González Zárate (30 mei 1616 - 13 december 1626)
- Alfonso López Gallo (benoemd 5 juli 1627, echter op 1 juli reeds overleden)
- Francisco Márquez Gaceta (29 november 1627 - 8 november 1631)
- Pedro Cifuentes Loarte (7 juni 1632 - 19 mei 1636)
- Diego Arce Reinoso (22 maart 1638 - 8 oktober 1640)
- Juan Vélez de Valdivielso (25 februari 1641  - 21 augustus 1645)
- José de Argáiz Pérez (4 december 1645 - 27 juli 1654)
- Bernardo Atayde de Lima Perera (5 oktober 1654 - 17 februari 1656)
- Martín de Bonilla Granada (16 oktober 1656 - 21 oktober 1662)
- Francisco de Rojas-Borja y Artés (23 april 1663 - 29 mei 1673)
- Juan Asensio Barrios (26 juni 1673 - 20 april 1682)
- Diego Ventura Fernández de Angulo (11 januari 1683 - 17 maart 1700)
- Gregorio Solórzano Castillo (10 mei 1700 - 17 juli 1703)
- Baltasar de la Peña Avilés (17 december 1703 - 7 februari 1705)
- Julián Cano y Tevar (17 januari 1714 - 20 april 1719)
- José del Yermo Santibáñez (20 maart 1720  - 8 maart 1728)
- Pedro Ayala (8 maart 1728 - 22 juni 1738)
- Narciso Queralt (23 juni 1738 - 12 januari 1743)
- Pedro González García (20 mei 1743 - 7 april 1758)
- Romualdo Velarde y Cienfuegos (2 oktober 1758 - 11 mei 1766)
- Miguel Fernando Merino (1 december 1766 - 10 juli 1781)
- Antonio Sentmenat y Castellá (17 februari 1783 - 22 juni 1784)
- Julián Gascueña Herráiz (20 september 1784 - 23 november 1796)
- Francisco Javier Cabrera Velasco (24 juli 1797 - 22 januari 1799)
- Rafael de Múzquiz y Aldunate (15 april 1799 - 20 juli 1801)
- Manuel Gómez de Salazar (29 maart 1802 - 3 november 1815)
- Rodrigo Antonio de Orellana (21 december 1818 - 29 juli 1822)
- Ramón María Adurriaga Uribe (24 mei 1824 - 2 februari 1841)
- Manuel López Santisteban (17 december 1847 - 30 april 1852)
- Gregorio Sánchez y Jiménez (27 september 1852 - 17 februari 1854)
- Juan Alfonso Albuquerque Berión (23 juni 1854 - 25 september 1857)
- Fernando Blanco y Lorenzo (21 december 1857 - 17 september 1875)
- Pedro José Sánchez Carrascosa y Carrión (23 september 1875 - 12 januari 1882)
- Ciriaco María Sancha y Hervás (27 maart  1882 - 10 juni 1886)
- Ramón Fernández Piérola y Lopez de Luzuriaca (17 maart 1887 - 30 december 1889)
- Juan Muñoz y Herrera (26 juni 1890 - 2 december 1895)
- José María Blanco Barón (2 december 1895 - 4 april 1897)
- Joaquín Beltrán y Asensio (24 maart 1898 - 3 november 1917)
- Enrique Pla y Deniel (4 december 1918 - 28 januari 1935)
- Santos Moro Briz (21 juni 1935 - 19 oktober 1968)
- Maximino Romero de Lema (19 oktober 1968  - 21 maart 1973)
- Felipe Fernández García (22 oktober 1976 - 12 juni 1991)
- Antonio Cañizares Llovera (6 maart 1992 - 10 december 1996)
- Adolfo González Montes (26 mei 1997 - 15 april 2002)
- Jesús García Burillo (9 januari 2003 - 6 november 2018)
- José María Gil Tamayo (6 november 2018 - 16 juli 2022)
- Jesús Rico García (29 mei 2023 - heden)

Valladolid (aartsbisdom) · Ávila · Ciudad Rodrigo · Salamanca · Segovia · Zamora